# Relaciones Malta-México
Las naciones de Malta y México establecieron relaciones diplomáticas en 1975. Ambas naciones son miembros de las Naciones Unidas.

## Historia
Malta y México establecieron relaciones diplomáticas el 29 de octubre de 1975. Los vínculos se han desarrollado principalmente en el marco de foros multilaterales. 
En noviembre de 2010, el gobierno de Malta envió una delegación de cinco miembros para asistir a la Conferencia de las Naciones Unidas sobre el Cambio Climático de 2010 en Cancún, México.
En junio de 2022, el secretario permanente del Ministerio para Asuntos Exteriores de Malta, Christopher Cutajar, visitó México para asistir a la primera reunión de Consultas Políticas sobre Asuntos de Interés Mutuo entre Malta y México. También se reunió con su homóloga mexicana, Carmen Moreno Toscano, para obtener apoyo de México para un puesto de miembro no permanente en el Consejo de Seguridad de las Naciones Unidas.

## Acuerdos bilaterales
Ambas naciones han firmado algunas acuerdos como un Tratado sobre la Asistencia Jurídica Mutua en Materia Penal (1997); Convenio para Evitar la Doble Imposición y Prevenir la Evasión Fiscal en Materia de Impuestos sobre la Renta y su Protocolo (2012); Tratado de Extradición (2014) y un Memorándum de Entendimiento sobre Consultas Políticas (2021).

## Misiones diplomáticas
- Malta está acreditado ante México a través de su embajada en Washington D. C., Estados Unidos y mantiene un consulado honorario en la Ciudad de México.[4]
- México está acreditado ante Malta a través de su embajada en Roma, Italia y mantiene un consulado honorario en La Valeta.[5]